# Baumgartenbach (Kleine Erlauf)
Der Baumgartenbach ist ein linker Zubringer zur Kleinen Erlauf bei Randegg in Niederösterreich.
Der Baumgartenbach entspringt westlich des Grestner Hochkogels (821 m ü. A.) an dessen Nordseite und fließt von dort an der namensgebenden Ortslage Baumgarten vorbei in Richtung Norden ab, wo bald darauf der von Osten kommende Hinterleitengraben einmündet. Der Baumgartenbach fließt danach westlich an Hinterleiten vorüber und mündet kurz darauf von links in die Kleine Erlauf. Sein Einzugsgebiet umfasst 3,2 km² in teilweise bewaldeter Landschaft.